# Miguel Ángel Cherutti
Miguel Ángel Cherutti (Cañuelas, provincia de Buenos Aires; 2 de enero de 1957) es un actor, imitador y humorista argentino. Trabajó en muchas obras de teatro junto a Nito Artaza y actualmente desarrolla una carrera independiente. 
Es reconocido por sus imitaciones de personajes tan disímiles como Luciano Pavarotti y Sandro. Además es cantante de tangos, donde se permite lucir su propia voz.
También reconocido por participar en la serie Rebelde Way interpretando a Martín / Octavio Andrade.

## Biografía
Comenzó actuando en el programa Sonrisas 11, conducido por Quique Dapiaggi, pero sin dudas se hizo famoso como el segundo "Pirucho" de La peluquería de Don Mateo.
Durante 10 años formó un dúo cómico con Nito Artaza, con el que tuvo grandes éxitos tanto en temporadas de Mar del Plata y Buenos Aires siempre con libretos del humorista, escritor y periodista Aníbal Litvin y de Artaza. En 2003 actuó en Rebelde Way, haciendo el papel de Martín/Octavio Andrade, padre de Marizza (Camila Bordonaba).
Finalmente Cherutti y Artaza se separaron para producir sus propias obras. En 2005 y 2006, protagonizó junto a Reina Reech, la obra Inolvidable, en la que también participaron Emilia Attias y Valeria Archimó, entre otras. En la temporada 2007-2008 protagonizó y produjo el éxito Incomparable una obra encabezada por él mismo, Carmen Barbieri, Celina Rucci, Rodrigo Rodríguez, Diego Reinhold, Adabel Guerrero y Vanina Escudero. En el verano 2009 llegó a Mar del Plata para protagonizar la obra Deslumbrante junto a Georgina Barbarossa, Celina Rucci, Rodrigo Rodríguez, Diego Reinhold, Dallys Ferreira y Vanina Escudero.
Para la temporada 2011 nuevamente se reunió con su antiguo compañero Nito Artaza luego de siete años separados. El 18 de diciembre estrenaron la obra "Excitante" en Villa Carlos Paz, que contó con la participación de figuras como Estela Raval y Flavio Mendoza. La obra los colocó en el primer puesto de convocatoria nacional en esta temporada.
El 24 de junio de 2020 anunció que dio positivo de coronavirus luego de haber participado del programa El precio justo.

## Vida personal
Contrajo matrimonio con Fabiola Alonso, con la cual comparte varios hijos y de la cual se separó en 2020.

## Teatro
- Los Bellos y las Bestias (1995)
- Las Cosas del Joder (1996)
- Nación Imposible (1997)
- La Dama y los Vagabundos (1998)
- Tetanic (1999)
- Lo que el Turco se llevó (2000)
- Fiebre del Senado por la noche (2001)
- Cantando bajo la deuda (2002)
- Robó, Huyó y lo Votaron (2003)
- La Era del Pingüino (2004)
- Terminéstor (2005)
- Inolvidable, una historia de humor (2006)
- Irresistible, otra historia de humor (2007)
- Incomparable, el humor continúa (2008)
- Deslumbrante (2009)
- El Pueblo quiere gozar (2010)
- Excitante (2011-2012)
- Inimitable (2012-2015)
- Noche de Astros (2013)
- Pato a la Naranja (2014)
- Segunda Vuelta (2016)